# Massimo Carminati
Pour les articles homonymes, voir Carminati.
Massimo Carminati, né le 31 mai 1958 à Milan, surnommé « Le Dernier Roi de Rome », est un criminel italien, ancien activiste d'extrême-droite membre des Noyaux armés révolutionnaires dans les années 1970, présumé chef d'une mafia à Rome, arrêté le 2 décembre 2014 lors d'un coup de filet de la police italienne. Il a été un associé de la Banda della Magliana. Il est considéré comme l'un des acteurs majeurs impliqués dans l'affaire Mafia Capitale qui mena à l'arrestation de nombreux administrateurs de la mairie de la ville de Rome.

## Dans la culture populaire
- 2006 : Romanzo criminale : Il Nero, Riccardo Scamarcio
- 2017 : Suburra : Samurai